# Panství Rokytnice v Orlických horách
Rokytnické panství vzniklo roku 1487 oddělením od panství Rychnov nad Kněžnou.
Hranici panství tvořila řeka Říčka (německy Klausenbach), Anenský potok (německy Mauschwitzbach), linie přes hřbet Orlických hor nedaleko Anenského vrchu (německy Ernestinenberg, původně Hocheckicht), Zvonkové údolí, Divoká Orlice, linie v krajině přetínající Bartošovický potok, Záhorský potok, říčka Rokytenka, říčka Suchá, linie v krajině až k soše svatého Jana Nepomuckého a dále podél silnice opět až k řece Říčce.

## Obce a lokality náležející do Rokytnického panství
Do rokytnického panství patřily následující městečko, vesnice, osady a samoty:
- Rokytnice v Orlických horách (německy Rokitnitz im Adlergebirge) s vlastním katastrálním územím, samostatná ves založena roku 1260, na město povýšena roku 1852
- Julinčino údolí (německy Julienthal), samostatná ves ve stejnojmenném údolí, založena roku 1690
- Nový Dvůr (německy Neuhof), samota
- Fünffinger, osada
- Viehwich, samota

- Dolní Rokytnice (německy Niederdorf) s vlastním k. ú., samostatná ves založena roku 1650[zdroj?]
- Dolní Dvůr (německy Niederhof), osada
- Záhory (německy Dreihöf), osada
- Suchá (německy Sucheybach Kastner), samota

- Prostřední Rokytnice (německy Mitteldorf) s vlastním k. ú., samostatná ves založena roku 1650
- Rýnek (německy Rieneck), samostatná ves založena roku 1734
- Myší Díra (německy Mauserloch)

- Horní Rokytnice (německy Oberdorf) s vlastním k. ú., samostatná ves založena před rokem 1574
- Skelná Huť (německy Feldhäuser), osada
- Kouty (německy Lockerwinkel), osada
- Küssel, samota

- Panské Pole (německy Herrnfeld) s vlastním k. ú., samostatná ves založena roku 1663
- Václavova Seč (německy Wenzelhau), samostatná ves založena roku 1674
- Johanka/Hanička (německy Johannchen/Hannchen), samostatná ves založena roku 1734
- Údolíčko (německy Liebenthal), samostatná ves založena roku 1734

- Neratov (německy Bärnwald) s vlastním k. ú., samostatná ves založena před rokem 1550 (první písemná zmínka z hraničního sporu s hrabstvím kladským)

- Podlesí (německy Schönwald) s vlastním k. ú., samostatná ves založena roku 1650

- Vrchní Orlice (německy Hohenörlitz, nebo také Hohenerlitz) s vlastním k. ú., již zaniklá vesnice
- Hadinec (německy Ottendorf), samostatná ves založena roku 1683

- Malá Strana (německy Halbseiten) s vlastním k. ú., samostatná ves založena roku 1734
- Vysoký Kořen (německy Hohewurzel)